# Muhsin Ertuğral
Muhsin Ertuğral, né le 15 septembre 1959 à Istanbul, est un entraîneur de football turc.
Trilingue (turc, allemand et anglais), il a grandi à Cologne, en Allemagne.